# Хатіб-Ґураб
Хатіб-Ґураб (перс. خطيب گوراب) — село в Ірані, у дегестані Руд-Піш, в Центральному бахші, шагрестані Фуман остану Ґілян. За даними перепису 2006 року, його населення становило 109 осіб, що проживали у складі 28 сімей.

## Клімат
Середня річна температура становить 14,29°C, середня максимальна – 27,69°C, а середня мінімальна – -1,12°C. Середня річна кількість опадів – 891 мм.
| Клімат поселення                              | Клімат поселення | Клімат поселення | Клімат поселення | Клімат поселення | Клімат поселення | Клімат поселення | Клімат поселення | Клімат поселення | Клімат поселення | Клімат поселення | Клімат поселення | Клімат поселення | Клімат поселення |
| Показник                                      | Січ.             | Лют.             | Бер.             | Квіт.            | Трав.            | Черв.            | Лип.             | Серп.            | Вер.             | Жовт.            | Лист.            | Груд.            |                  |
| Середній максимум, °C                         | 8,24             | 9,80             | 12,86            | 18,59            | 22,57            | 25,43            | 27,43            | 27,69            | 24,96            | 20,89            | 15,91            | 11,53            |                  |
| Середня температура, °C                       | 3,56             | 5,13             | 8,18             | 13,90            | 17,88            | 20,76            | 23,04            | 23,30            | 20,57            | 16,51            | 11,53            | 7,15             |                  |
| Середній мінімум, °C                          | −1,12            | 0,44             | 3,50             | 9,21             | 13,20            | 16,08            | 18,67            | 18,92            | 16,20            | 12,13            | 7,15             | 2,78             |                  |
| Норма опадів, мм                              | 94               | 75               | 74               | 53               | 40               | 25               | 17               | 41               | 87               | 134              | 117              | 134              |                  |
| Середньомісячна швидкість вітру, м/с          | 2.20             | 2.34             | 2.40             | 2.30             | 2.30             | 2.57             | 2.57             | 2.40             | 2.19             | 2.08             | 1.91             | 1.93             |                  |
| Середньомісячна сонячна радіація, кДж/м²·день | 6839             | 9031             | 11157            | 15805            | 20092            | 22518            | 23240            | 19747            | 16261            | 11073            | 8606             | 6627             |                  |
| --------------------------------------------- | ---------------- | ---------------- | ---------------- | ---------------- | ---------------- | ---------------- | ---------------- | ---------------- | ---------------- | ---------------- | ---------------- | ---------------- | ---------------- |
| Джерело:                                      |                  |                  |                  |                  |                  |                  |                  |                  |                  |                  |                  |                  |                  |